# 6489 Golevka
6489 Golevka é um asteroide cruzador de Marte que faz parte da família de asteroides Apollo. Ele possui uma magnitude absoluta de 19,2 e tem um diâmetro com cerca de 0,53 quilômetros.

## Descoberta e nomeação
6489 Golevka foi descoberto no dia 10 de maio de 1991 pelo astrônomo Eleanor F. Helin. Seu nome tem uma origem complicado. Em 1995, Golevka foi estudado simultaneamente por três observatórios radares em todo o mundo: Goldstone na Califórnia, pelo radiotelescópio de Yevpatoria RT-70 na Ucrânia (Yevpatoria às vezes é aportuguesada para Eupatória) e Kashima no Japão. 'Golevka' vem das primeiras letras do nome de cada observatório; o nome foi proposto pelo descobridor seguindo uma sugestão de Alexander L. Zaitsev.

## Características orbitais
A órbita de 6489 Golevka tem uma excentricidade de 0,115119 e possui um semieixo maior de 2,4907601 UA. O seu periélio leva o mesmo a uma distância de 0,9676306 UA em relação ao Sol e seu afélio a 4,014 UA.